# ريان ليس
ريان ليس (بالإنجليزية: Ryan Lees)‏ (16 فبراير 1994 - ) هو لاعب كريكت أسترالي.

## وصلات خارجية
- ريان ليس على موقع إي آس بي آن كريك إنفو (الإنجليزية)